# Catcune Castle
Catcune Castle ist eine abgegangene Burg nördlich des Flusses Esk (Gore Water), etwa 1,6 km südlich von Gorebridge in der schottischen Council Area Midlothian.

## Geschichte
Das Anwesen gehörte ursprünglich dem Clan Borthwick. Es fiel dann an den Clan Sinclair, der vermutlich die Burg erbauen ließ. Die Ländereien von Catcune werden 1527 und 1652 urkundlich erwähnt. 1908 soll die Burg eine stark verfallene Ruine gewesen sein, 1954 soll nur noch der Felsvorsprung sichtbar gewesen sein, auf dem sie einst errichtet wurde. 1975 heißt es, es sei an der Stelle auf der Weide, wo sie einst stand, keine Spur mehr sichtbar gewesen sein.

## Architektur
Die Burg war ein Wohnturm mit L-förmigem Grundriss, der auf einem Felsvorsprung stand.
Der Hauptblock, der in Nord-Süd-Richtung stand, hatte eine Grundfläche von 13,2 Metern × 7,5 Metern. Ein Flügel war im Westen angebaut und hatte einen Giebel nach Westen. Seine Grundfläche betrug 6,6 Meter × 6 Meter. Im Erdgeschoss befanden sich drei gewölbte Lagerräume.